# Nelly Commergnat
Nelly Commergnat, née Nelly Richard le 28 novembre 1943 à Châteauneuf (aujourd'hui Châteauneuf-Val-de-Bargis) dans la Nièvre et morte le 11 décembre 2021 à Sainte-Feyre (Creuse), est une femme politique française.
Elle est députée socialiste de la Creuse de 1981 à 1986, suppléante d'André Chandernagor, nommé ministre dans le premier et le deuxième gouvernement Mauroy. Elle est la première femme à devenir députée de la Creuse et la seule jusqu'à l'élection de Catherine Couturier en 2022. Elle s'est notamment investie sur les questions agricoles.

## Biographie
(décembre 2021).

### Formation
Baccalauréat, diplômée de langue allemande.

### Vie professionnelle
- Exploitante agricole (éleveur), de 1968 à 1991.
- Agent contractuel au ministère de l'Agriculture de mars 1986 à janvier 1987.
- Conseillère technique, chargée des relations publiques au CENECA (organisation des salons du cheval et de l'Agriculture) octobre 1987 à mars 1992.

### Carrière politique
- Conseillère régionale du Limousin (1981-1986).
- Députée de la Creuse de 1981 à 1986 (suppléante d'André Chandernagor). Membre de la Commission de la production et des échanges (Agriculture).
- Adjointe au maire de Bonnat (1971-1973), puis maire (1973-1991, démissionnaire). Échec de sa liste dès le premier tour aux élections municipales de 2008[3].
- Conseillère générale du canton de Bonnat (1979-1985)[3].

### Fonctions diverses
- Présidente du Conseil supérieur de l'équitation (1982).
- Membre de section du Conseil économique et social de 1986 à 1988.

### Mort
Nelly Commergnat meurt le 11 décembre 2021 à Sainte-Feyre (Creuse). Ses obsèques civiles sont célébrées le 16 décembre à Bonnat,.